# Fast Girls
Fast Girls è un singolo della cantante statunitense Janet Jackson, pubblicato nel 1984 come terzo estratto dall'album Dream Street.

## Tracce
1. Fast Girls
2. Love and My Best Friend